# Abul Kalam Azad
Abul Kalam Azad, detto Maulana (La Mecca, 11 novembre 1888 – Delhi, 22 febbraio 1958), è stato un politico indiano.

## Biografia
Già presidente dell'Indian National Congress dal 1940 al 1946, si oppose invano alla creazione della Repubblica Islamica del Pakistan.
Fu Ministro dell'istruzione dal 1947 al 1958; il suo compleanno è festeggiato in India come Giornata Nazionale dell'Educazione.